# هونگ ین
هونگ ین (به لاتین: Hưng Yên) یک شهر در ویتنام است که در استان هونگ ین واقع شده‌است.
این شهر در سال ۲۰۰۹ میلادی ۸۲٫۶۳۷ نفر جمعیت داشته است.